# Municipio de Flat Rock
El municipio de Flat Rock (en inglés: Flat Rock Township) es un municipio ubicado en el condado de Bartholomew en el estado estadounidense de Indiana. En el año 2010 tenía una población de 1574 habitantes y una densidad poblacional de 19,55 personas por km².

## Geografía
El municipio de Flat Rock se encuentra ubicado en las coordenadas 39°17′59″N 85°50′57″O / 39.29972, -85.84917. Según la Oficina del Censo de los Estados Unidos, el municipio tiene una superficie total de 80.51 km², de la cual 80,51 km² corresponden a tierra firme y (0 %) 0 km² es agua.

## Demografía
Según el censo de 2010, había 1574 personas residiendo en el municipio de Flat Rock. La densidad de población era de 19,55 hab./km². De los 1574 habitantes, el municipio de Flat Rock estaba compuesto por el 98,67 % blancos, el 0,25 % eran afroamericanos, el 0,13 % eran amerindios, el 0,32 % eran asiáticos, el 0,06 % eran de otras razas y el 0,57 % eran de una mezcla de razas. Del total de la población el 1,08 % eran hispanos o latinos de cualquier raza.